# Ludovico da Bologna
Ludovico da Bologna (fl. 1431/1454-c. 1479) fue un diplomático y eclesiástico italiano. Franciscano laico, viajó extensamente en misiones diplomáticas tanto para la Santa Sede como para varios poderes, tanto cristianos como islámicos. El objetivo principal de sus viajes fue la creación de una alianza contra el creciente poder del Imperio otomano. En 1461 fue nombrado patriarca de Antioquía, pero nunca recibió la investidura canónica.
Sus primeras misiones, a Tierra Santa, Etiopía e India, tenían como objetivo la unidad de la iglesia, pero no se sabe si alguna vez pasó por Tierra Santa. Viajó a Georgia y Persia en 1457 y 1458, regresando a Europa con una importante embajada de los gobernantes orientales. Con esta embajada, viajó por toda Europa entre 1460 y 1461 para conseguir apoyo para una cruzada antiotomana. Su carrera languideció, sin embargo, después de que se consagrara patriarca de manera no canónica.
En 1465, se trasladó entre la Santa Sede, el Kanato de Crimea y Polonia para formar una alianza antiotomana. Esto lo llevó por un tiempo al servicio danés. En la década de 1470, se trasladó entre Persia, la Santa Sede y Borgoña. Las muertes prematuras de sus patrocinadores persas y borgoñones en 1477 y 1478 hicieron que sus esfuerzos fueran infructuosos. Se desconoce su fecha de muerte.